# Polysexualita

Polysexuální vlajka

Polysexualita je sexuální orientace charakterizovaná silnou přitažlivostí, romantickou láskou a/nebo sexuální touhou k několika, ale ne všem genderům. Polysexuální člověk je ten, který „zahrnuje nebo charakterizuje mnoho různých druhů sexuality.“
Liší se tím od polyamorie, touhy být zapojen do více milostných vztahů a od pansexuality, přitažlivosti pro všechny gendery na rozdíl od polysexuality, která zahrnuje mnoho, ale ne nutně všechny, gendery.